# Žena dijete
Žena dijete je drugi studijski album Damira Urbana. Objavljen je 1998. pod izdanjem diskografske kuće Croatia Records. Album je osvojio četiri nagrade Porin, za najbolji album godine, najbolju produkciju te za najbolji album alternativne rock glazbe, a pjesma Black Tatoo za najbolji spot. Međutim, nagradu za najbolji album alternativne rock glazbe Urban je odbio primiti smatrajući da sastav ne pripada alternativnom rock žanru, te da je nominacijom u toj kategoriji oštetio glazbenike koji to zaista jesu.

## Popis pjesama
1. Romeo (Intro) - 4:03
2. Privatni Romeo - 4:42
3. Mala truba - 3:24
4. Black tattoo - 5:13
5. Ruzina - 0:06
6. Žena dijete - 6:39
7. Odlučio sam da te volim - 6:21
8. Samo... - 4:36
9. Insekt - 2:30
10. Ruke - 5:03
11. Duga - 6:24